# Mistrzostwa Europy U-19 w Piłce Nożnej Kobiet 2025
Mistrzostwa Europy U-19 w Piłce Nożnej Kobiet 2025 – dwudziesty szósty turniej Mistrzostw Europy U-19. Po raz pierwszy wydarzenie to rozgrywane było w Polsce. Rozpoczęło się ono 15 czerwca, a zakończyło 27 czerwca 2025 roku.
Turniej stanowił jednocześnie eliminacje do Mistrzostw Świata U-20 w Piłce Nożnej Kobiet 2026, do turnieju awansowało sześć drużyn z Europy, łącznie z Polską, będącą gospodarzem mistrzostw świata. 

## Zakwalifikowane zespoły
Do finałowego turnieju zakwalifikowało się 8 drużyn. Oprócz Polski, która miała zapewniony start jako gospodarz, 7 innych zespołów uzyskało kwalifikację poprzez kwalifikacje.
| Reprezentacja   | Sposób kwalifikacji    | Ostatni występ w ME U-19 | Najlepszy wynik w ME U-19                        | Wynik        |
| --------------- | ---------------------- | ------------------------ | ------------------------------------------------ | ------------ |
| Polska U-19     | gospodarz              | 2007                     | Faza grupowa (2007)                              | Faza grupowa |
| Holandia U-19   | Zwyciężczynie grupy A1 | 2024                     | Mistrzostwo (2014)                               | Faza grupowa |
| Portugalia U-19 | Zwyciężczynie grupy A2 | 2012                     | Półfinał (2012)                                  | Półfinał     |
| Anglia U-19     | Zwyciężczynie grupy A3 | 2024                     | Mistrzostwo (2009)                               | Faza grupowa |
| Włochy U-19     | Zwyciężczynie grupy A4 | 2022                     | Mistrzostwo (2008)                               | Półfinał     |
| Hiszpania U-19  | Zwyciężczynie grupy A5 | 2024                     | Mistrzostwo (2004, 2017, 2018, 2022, 2023, 2024) | Mistrzostwo  |
| Francja U-19    | Zwyciężczynie grupy A6 | 2024                     | Mistrzostwo (2003, 2010, 2013, 2016, 2019)       | II miejsce   |
| Szwecja U-19    | Klasyfikacja II miejsc | 2022                     | Mistrzostwo (1999, 2012, 2015)                   | Faza grupowa |

## Miasta i stadiony
Mecze turnieju odbyły się na czterech stadionach w czterech miastach.
| Rzeszów                             | Mielec                             |
| ----------------------------------- | ---------------------------------- |
| Stadion Miejski „Stal”              | Stadion Miejski im. Grzegorza Lato |
| Pojemność: 11 547                   | Pojemność: 7 000                   |
|                                     |                                    |
| Stalowa WolaTarnobrzegMielecRzeszów |                                    |
| Tarnobrzeg                          | Stalowa Wola                       |
| Stadion Miejski                     | Podkarpackie Centrum Piłki Nożnej  |
| Pojemność: 3 770                    | Pojemność: 3 764                   |
|                                     |                                    |

## Faza grupowa
Źródło: 

### Legenda
|  | Awans do fazy pucharowej.        |
|  | Baraże o Mistrzostwa Świata U-20 |
|  | Odpadnięcie z turnieju.          |

Gdy dwie lub więcej drużyn zakończy fazę grupową z taką samą liczbą punktów, o kolejności w tabeli decyduje:
1. bilans bramkowy
2. liczba goli zdobytych w fazie grupowej;
3. punkty zdobyte w meczach pomiędzy danymi drużynami;
4. różnica bramek w meczach pomiędzy danymi drużynami;
5. zdobyte bramki w meczach pomiędzy danymi drużynami;
6. klasyfikacja fair play;
7. losowanie.

Pogrubieniem oznaczono drużyny, które wywalczyły awans do półfinału.

### Grupa A
| Lp. | Drużyna            | M | Mecze | Mecze | Mecze | Bramki | Bramki | Bramki | Pkt |
| Lp. | Drużyna            | M | W     | R     | P     | +      | −      | +/−    | Pkt |
| --- | ------------------ | - | ----- | ----- | ----- | ------ | ------ | ------ | --- |
| 1.  | Francja U-19 (A)   | 3 | 3     | 0     | 0     | 11     | 1      | +10    | 9   |
| 2.  | Włochy U-19 (A)    | 3 | 1     | 1     | 1     | 3      | 3      | 0      | 4   |
| 3.  | Polska U-19 (E, H) | 3 | 1     | 1     | 1     | 6      | 7      | −1     | 4   |
| 4.  | Szwecja U-19 (E)   | 3 | 0     | 0     | 3     | 0      | 9      | −9     | 0   |

| 15 czerwca 2025 18:00 CEST | Polska U-19 · Araśniewicz 63' | 1:1(0:0)Raport | Włochy U-19 · 90+2' Pellegrino Cimò | PCPN Stalowa Wola, Stalowa Wola Widzów: 2655 Sędzia: Kristina Georgieva |
|                            |                               |                |                                     |                                                                         |

| 15 czerwca 2025 19:00 CEST | Francja U-19 · Joseph 26' · Effa Effa 63' · Graziani 70' | 3:0(1:0)Raport | Szwecja U-19 | Stadion Miejski „Stal”, Rzeszów Widzów: 283 Sędzia: Rasa Grigonė |
|                            |                                                          |                |              |                                                                  |

| 18 czerwca 2025 18:00 CEST | Polska U-19 | 0:6(0:3)Raport | Francja U-19 · 8', 34', 54' Joseph · 40' Swierot · 74' Graziani · 90+2' Mendy | Stadion Miejski im. Grzegorza Lato, Mielec Widzów: 2264 Sędzia: Merima Čelik |
|                            |             |                |                                                                               |                                                                              |

| 18 czerwca 2025 19:00 CEST | Szwecja U-19 | 0:1(0:1)Raport | Włochy U-19 · 37' Pellegrino Cimò | PCPN Stalowa Wola, Stalowa Wola Widzów: 178 Sędzia: Fabienne Michel |
|                            |              |                |                                   |                                                                     |

| 21 czerwca 2025 16:00 CEST | Szwecja U-19 | 0:5(0:1)Raport | Polska U-19 · 6', 47' Araśniewicz · 85' Wyrwas · 90+3', 90+4' Gutowska | Stadion Miejski, Tarnobrzeg Widzów: 2717 Sędzia: Lotta Vuorio |
|                            |              |                |                                                                        |                                                               |

| 21 czerwca 2025 16:00 CEST | Włochy U-19 · Sciabica 60' | 1:2(0:1)Raport | Francja U-19 · 33' Lushimba Bilombi · 74' Dufour | Stadion Miejski „Stal”, Rzeszów Widzów: 238 Sędzia: Emilie Torkelsen |
|                            |                            |                |                                                  |                                                                      |

### Grupa B
| Lp. | Drużyna             | M | Mecze | Mecze | Mecze | Bramki | Bramki | Bramki | Pkt |
| Lp. | Drużyna             | M | W     | R     | P     | +      | −      | +/−    | Pkt |
| --- | ------------------- | - | ----- | ----- | ----- | ------ | ------ | ------ | --- |
| 1.  | Hiszpania U-19 (A)  | 3 | 2     | 0     | 1     | 3      | 1      | +2     | 6   |
| 2.  | Portugalia U-19 (A) | 3 | 2     | 0     | 1     | 6      | 3      | +3     | 6   |
| 3.  | Anglia U-19 (E)     | 3 | 1     | 0     | 2     | 3      | 6      | −3     | 3   |
| 4.  | Holandia U-19 (E)   | 3 | 1     | 0     | 2     | 2      | 4      | −2     | 3   |

| 15 czerwca 2025 17:00 CEST | Portugalia U-19 | 0:2(0:1)Raport | Hiszpania U-19 · 45' (k) Agote · 57' Agirrezabala | Stadion Miejski im. Grzegorza Lato, Mielec Widzów: 296 Sędzia: Lotta Vuorio |
|                            |                 |                |                                                   |                                                                             |

| 15 czerwca 2025 17:00 CEST | Anglia U-19 · Ademiluyi 49' · Rademaker 54' (sam.) | 2:1(0:1)Raport | Holandia U-19 · 44' Zuidberg | Stadion Miejski, Tarnobrzeg Widzów: 948 Sędzia: Fabienne Michel |
|                            |                                                    |                |                              |                                                                 |

| 18 czerwca 2025 17:00 CEST | Portugalia U-19 · Santiago 76', 89' · Marques 78' · Gago 82' (k) | 4:1(0:1)Raport | Anglia U-19 · 45+2' (sam.) Lobo | Stadion Miejski, Tarnobrzeg Widzów: 611 Sędzia: Kristina Georgieva |
|                            |                                                                  |                |                                 |                                                                    |

| 18 czerwca 2025 17:00 CEST | Holandia U-19 · Zuidberg 12' | 1:0(1:0)Raport | Hiszpania U-19 | Stadion Miejski „Stal”, Rzeszów Widzów: 307 Sędzia: Emilie Torkelsen |
|                            |                              |                |                |                                                                      |

| 21 czerwca 2025 19:00 CEST | Holandia U-19 | 0:2(0:0)Raport | Portugalia U-19 · 59' (k.) Gago · 71' Kaminska | Stadion Miejski im. Grzegorza Lato, Mielec Widzów: 241 Sędzia: Merima Čelik |
|                            |               |                |                                                |                                                                             |

| 21 czerwca 2025 19:00 CEST | Hiszpania U-19 · Librán 90+6' | 1:0(0:0)Raport | Anglia U-19 | PCPN Stalowa Wola, Stalowa Wola Widzów: 283 Sędzia: Rasa Grigonė |
|                            |                               |                |             |                                                                  |

## Faza pucharowa
W fazie pucharowej uczestniczą 4 zespoły, które awansowały z fazy grupowej. Rozegrane zostaną półfinały. Zwyciężczynie zagrają o tytuł mistrzowski. W każdym ze spotkań fazy pucharowej mecz zakończony w regulaminowym czasie remisem musi być rozstrzygnięty poprzez 30-minutową dogrywkę. Jeśli ta nie wyłoni zwycięzcy spotkania, następuje seria rzutów karnych.
|  |                          |                  |                |                     |   |              |              |       |
|  | Półfinał                 | Półfinał         | Półfinał       |                     |   | Finał        | Finał        | Finał |
|  | Półfinał                 | Półfinał         | Półfinał       |                     |   | Finał        | Finał        | Finał |
|  | 24 czerwca, Stalowa Wola |                  |                |                     |   |              |              |       |
|  |                          |                  |                |                     |   |              |              |       |
|  | Francja U-19 *           | Francja U-19 *   | 4              |                     |   |              |              |       |
|  | Francja U-19 *           | Francja U-19 *   | 4              | 27 czerwca, Rzeszów |   |              |              |       |
|  | Portugalia U-19          | Portugalia U-19  | 3              |                     |   |              |              |       |
|  | Portugalia U-19          | Portugalia U-19  | 3              |                     |   | Francja U-19 | Francja U-19 | 0     |
|  | 24 czerwca, Mielec       |                  |                |                     |   | Francja U-19 | Francja U-19 | 0     |
|  |                          |                  | Hiszpania U-19 | Hiszpania U-19      | 4 |              |              |       |
|  | Hiszpania U-19 *         | Hiszpania U-19 * | Hiszpania U-19 | Hiszpania U-19      | 4 | 2            |              |       |
|  | Hiszpania U-19 *         | Hiszpania U-19 * |                |                     |   |              |              |       |
|  | Włochy U-19              | Włochy U-19      | 0              |                     |   |              |              |       |
|  | Włochy U-19              | Włochy U-19      | 0              |                     |   |              |              |       |

UWAGA: W nawiasach podane są wyniki po rzutach karnych.

### Półfinały
| 24 czerwca 2025 17:00 CEST | Hiszpania U-19 · Dorado 92' · Agote 119' | 2:0 dogr.(0:0, 0:0, 1:0)Raport | Włochy U-19 | Stadion Miejski im. Grzegorza Lato, Mielec Widzów: 236 Sędzia: Lotta Vuorio |
|                            |                                          |                                |             |                                                                             |

| 24 czerwca 2025 20:00 CEST | Francja U-19 · Graziani 7' · Mendy 13', 92' · Mendy 113' (k.) | 4:3 dogr.(2:1)Raport | Portugalia U-19 · 30' (k.) Gago · 74' Martins · 105+2' Costa | PCPN Stalowa Wola, Stalowa Wola Widzów: 275 Sędzia: Rasa Grigonė |
|                            |                                                               |                      |                                                              |                                                                  |

### Finał
| 27 czerwca 2025 20:00 CEST | Francja U-19 | 0:4(0:2)Raport | Hiszpania U-19 · 23' Librán · 35' Agote · 69' Serrajordi · 87' Bejarano | Stadion Miejski „Stal”, Rzeszów Widzów: 1198 Sędzia: Fabienne Michel |
|                            |              |                |                                                                         |                                                                      |

HISZPANIA

 SIÓDMY TYTUŁ

## Strzelczynie
Bramki z serii rzutów karnych nie są wliczane do klasyfikacji strzelczyń.

### 4 gole
- Liana Joseph

### 3 gole
- Ornella Graziani
- Maeline Mendy
- Daniela Agote
- Weronika Araśniewicz
- Marta Gago

### 2 gole
- Cristina Librán
- Zoë Zuidberg
- Julia Gutowska
- Carolina Santiago
- Giada Pellegrino Cimò

### 1 gol
- Princess Ademiluyi
- Kenza Dufour
- Chancelle Effa Effa
- Landryna Lushimba Bilombi
- Mélinda Mendy
- Julie Swierot
- Aiara Agirrezabala
- Noemí Bejarano
- Irune Dorado
- Clara Serrajordi
- Kinga Wyrwas
- Diana Costa
- Dária Kaminska
- Lara Martins
- Anna Marques
- Manuela Sciabica

### Gole samobójcze
- Liv Rademaker (dla Anglii)
- Iara Lobo (dla Anglii)

## Klasyfikacja końcowa
| Miejsce                        | Reprezentacja   | Punkty | Bramki +/− | Bramki zdobyte |
| ------------------------------ | --------------- | ------ | ---------- | -------------- |
| Strefa medalowa                |                 |        |            |                |
| złoto                          | Hiszpania U-19  | 12     | +8         | 9              |
| srebro                         | Francja U-19    | 12     | +7         | 15             |
| brąz                           | Portugalia U-19 | 6      | +2         | 9              |
| brąz                           | Włochy U-19     | 4      | -2         | 3              |
| Wyeliminowane w fazie grupowej |                 |        |            |                |
| 5.                             | Polska U-19     | 4      | -1         | 6              |
| 6.                             | Anglia U-19     | 3      | -3         | 3              |
| 7.                             | Holandia U-19   | 3      | -2         | 2              |
| 8.                             | Szwecja U-19    | 0      | -9         | 0              |

## Drużyny zakwalifikowane do Mistrzostw Świata U-20
W turnieju Mistrzostw Świata U-20 2026 w Polsce wezmą udział:
| Drużyna         | Sposób kwalifikacji     | Data kwalifikacji | Ostatni występ | Najlepszy wynik                       |
| --------------- | ----------------------- | ----------------- | -------------- | ------------------------------------- |
| Polska U-20     | gospodarz               | 17 grudnia 2023   | debiutantki    | debiutantki                           |
| Francja U-20    | Zwycięzca Grupy A       | 18 czerwca 2025   | 2024           | II miejsce (2016)                     |
| Hiszpania U-20  | Zwycięzca Grupy B       | 21 czerwca 2025   | 2024           | Mistrzostwo (2022)                    |
| Włochy U-20     | Wicemistrz Grupy A      | 21 czerwca 2025   | 2012           | Faza grupowa (2004, 2012)             |
| Portugalia U-20 | Wicemistrz Grupy B      | 21 czerwca 2025   | debiutantki    | debiutantki                           |
| Anglia U-20     | Trzecie miejsce Grupy B | 21 czerwca 2025   | 2018           | Faza grupowa (2002, 2008, 2010, 2018) |